# Lista de conflitos envolvendo o Uruguai

## Tabela
| Conflito                          | Combatente 1                                                                           | Combatente 2 | Resultado |
| --------------------------------- | -------------------------------------------------------------------------------------- | --- | --- |
| Guerra da Cisplatina (1825–1828)  | Províncias Unidas do Rio da Prata (atuais Argentina e Uruguai)                         | Império do Brasil Mercenários Alemães | Inconclusivo - Independência do Uruguai.                                                                              |
| Guerra Civil Uruguaia (1839–1852) | Blancos (Uruguai) Com o apoio de: Revolucionários Lavallejistas Confederação Argentina | Colorados (Uruguai) Partido Unitário Império Francês Império Britânico Império do Brasil Camicie rosse República Riograndense(1839 a 1845) | Vitória Colorada - Influência argentina sobre a Região Platina extremidades - Hegemonia brasileira na região Platina. |
| Guerra do Uruguai (1864–1865)     | Uruguai Partido Nacional Partido Federal                                               | Império do Brasil Partido Colorado Partido Unitário                                                                                        | Vitória Colorada - Colorados assumem o controle, mudança de regime no Uruguai.                                        |
| Guerra do Paraguai (1864–1870)    | Império do Brasil Argentina Uruguai                                                    | Paraguai | Vitória da Tríplice Aliança - Ocupação aliada do Paraguai.                                                            |